# Caledoniscincus haplorhinus
Caledoniscincus haplorhinus — вид сцинкоподібних ящірок родини сцинкових (Scincidae). Ендемік Нової Каледонії.

## Поширення і екологія
Caledoniscincus haplorhinus мешкає на островах Нова Каледонія, Белеп, Пен, Луайоте та на сусідніх островах. Вони живуть в різноманітних природних середовищах, зокрема у прибережних заростях, в саванах, склерофільних лісах і чагарниках макі. уникають густих тропічних лісів. Зустрічаються на висоті до 1000 м над рівнем моря, переважно на висоті до 500 м над рівнем моря. Ведуть денний, наземний спосіб життя, ховаються в лісовій підстилці, під камінням і поваденими деревами, шукають їжу і гріються на сонячних галявинах.